# Championnats du monde de tir à l'arc 1971
Navigation
Édition précédente Édition suivante
Les championnats du monde de tir à l'arc 1971 sont une compétition sportive de tir à l'arc organisée en 1971 à York, au Royaume-Uni. Il s'agit de la 26e édition des championnats du monde de tir à l'arc.